# 파멜라 스프링스틴

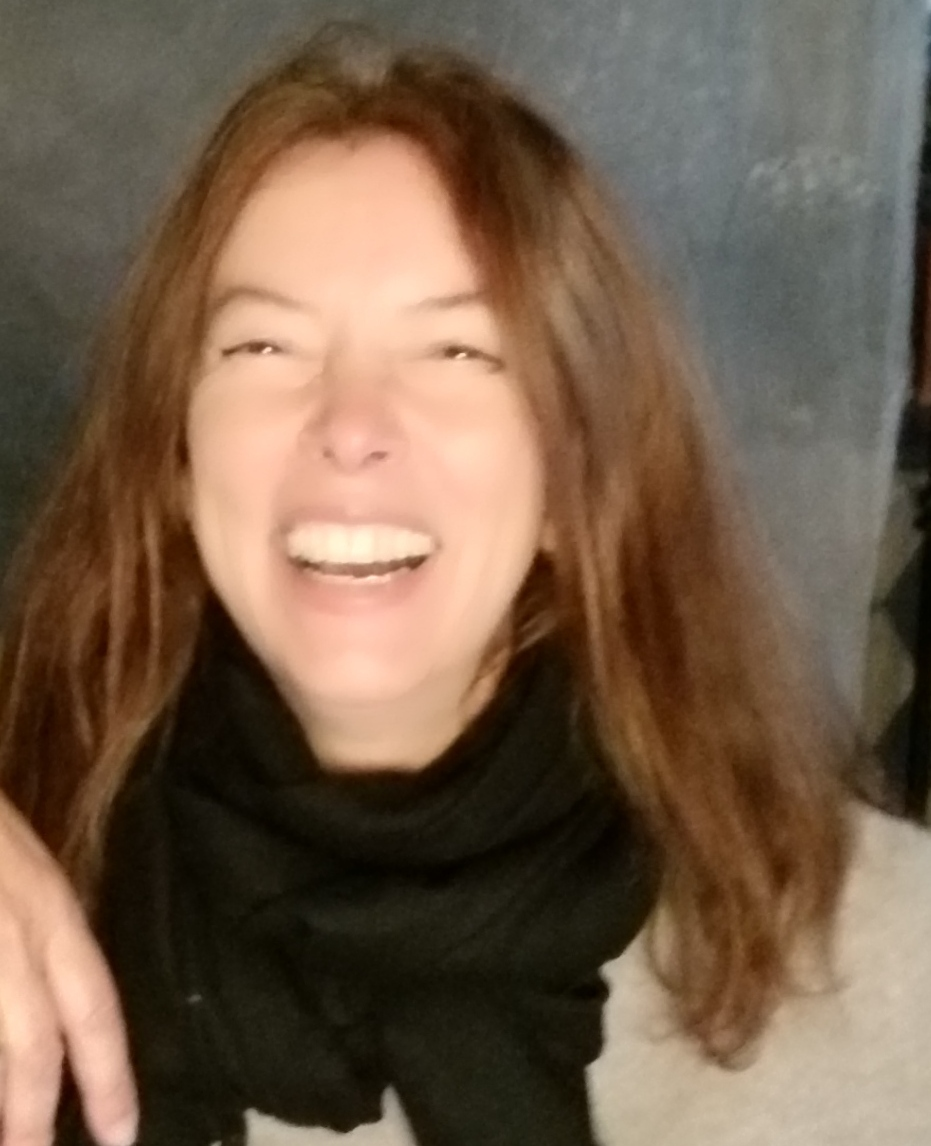

패멀라 스프링스틴(Pamela Springsteen, 1962년 2월 8일 ~ )는 미국의 배우, 사진가이다.

## 영화
- 사랑의 묘약 (1989년)
- 슬리퍼웨이 캠프 3 (1988년)
- 슬리퍼웨이 캠프 2 (1988년)
- 로큰롤 지망생 (1987년)
- 모던 걸즈 (1986, Modern Girls)
- 리치몬드 연애 소동 (1982년)